# مايك جيمس (لاعب كرة قدم أمريكية)
مايك جيمس (بالإنجليزية: Mike James)‏ هو لاعب كرة قدم أمريكية أمريكي، ولد في 13 أبريل 1991 في هينز سيتي في الولايات المتحدة.

## وصلات خارجية
- مايك جيمس على موقع إي إس بي إن.كوم (أن.أف.أل)3
- مايك جيمس على موقع مرجع كرة القدم المحترفة.كوم (الإنجليزية)